# Fall Clausewitz
Der Fall Clausewitz (auch bekannt als Unternehmen Clausewitz) war während des Zweiten Weltkriegs ein Teil der deutschen Verteidigungsstrategie für die Reichshauptstadt Berlin anlässlich der Eroberung durch sowjetische Armeen im April 1945 unter dem Kommando von Marschall Schukow.

## Inhalt und Folgen
Für die Reichsregierung, Reichsministerien und den Sicherheitsapparat waren schon seit Februar Evakuierungsmaßnahmen vorbereitet worden, die aber erst ab April 1945 zur Ausführung kamen, da mit ihnen die Niederlage nicht frühzeitig eingestanden werden sollte. Adolf Hitler gab am 20. April 1945, seinem 56. Geburtstag, über das Oberkommando der Wehrmacht den so genannten Fall Clausewitz aus. Damit war eine Reihe von Aktionen angeordnet, welche angesichts der herannahenden Front die Evakuierung aller Berliner Gebäude und Gebiete, in denen Regierungs-, Wehrmacht- und SS-Dienststellen untergebracht waren sowie die Zerstörung amtlicher Akten, Urkunden und Schriftstücke zum Gegenstand hatten. Der Fall Clausewitz steht im Zuge des Niedergangs des Dritten Reichs damit zugleich als Symbol für die mehr oder weniger geordnete Flucht der Wehrmacht- und SS-Stäbe sowie der meisten Regierungsstellen vor den unaufhaltbaren sowjetischen Truppen unter gleichzeitiger massenhafter Vernichtung von Dokumenten, die Beweismaterial in den nach der Niederlage von sowjetischer Seite zu erwartenden Untersuchungs- und Vergeltungsmaßnahmen hätten sein können. Zugleich machte die Ausgabe des Falls Clausewitz für alle Beteiligten auf deutscher Seite unmissverständlich deutlich, dass die Reichshauptstadt endgültig Frontstadt geworden war und mit ihrer Eroberung gerechnet werden musste. Zu diesem Zeitpunkt näherte sich die Schlacht um Berlin ihrem finalen Höhepunkt, nachdem die Stadt von der Roten Armee nahezu vollständig eingekesselt worden war. Lediglich Hermann Göring ging, nachdem Hitler sich am 22. April entschieden hatte in Berlin zu bleiben, mit seinen Stäben nach Süddeutschland. Der Großteil der zu evakuierenden Stäbe setzte sich in Richtung Norden ab. Etliche Abteilungen erreichten auf Grund des Krieges Norddeutschland nicht mehr. Einige setzten sich auch schon vor dem Erreichen ihres Zielgebietes ab oder verschwanden förmlich. Anfang Mai floh die letzte Reichsregierung über die Rattenlinie Nord in den Sonderbereich Mürwik in Flensburg-Mürwik, wo sie die Kapitulation in die Wege leitete und dort bis zu ihrer Verhaftung am 23. Mai 1945 existierte.

## Eigentliche Bedeutung
Aufgrund der Wirrnisse und chaotischen Verhältnisse in den letzten Kriegstagen scheint es heute nur wenige belastbare Informationen über Einzelheiten zum „Fall Clausewitz“ zu geben, und die ursprüngliche Sinngebung bleibt unklar. So versteht der Autor Mark McGee die Operation Clausewitz als Synonym der letzten Abwehrgefechte gegen die sowjetische Übermacht. Nach Auffassung von Richard Wires bezog sich der Fall Clausewitz auf die Verteidigung des sogenannten Sektor Z (Zitadelle) im Stadtkern Berlins, in welchem sich das Regierungsviertel unter anderem mit der Neuen Reichskanzlei und dem Führerbunker befand. Hintergrund hierfür ist, dass Großberlin und Umgebung in eine „äußere Sperrzone“, eine „äußere Verteidigungszone“, eine „innere Verteidigungszone“ und in den Verteidigungsbereich Zitadelle eingeteilt gewesen war. Hingegen beschreibt Erich Kuby den „Fall Clausewitz“ lediglich als einen militärischen Code, welcher die Verteidiger von Berlin über den bevorstehenden Angriff alarmieren sollte, während das Signalwort „Kolberg“ bedeutet habe, dass mit den Kampfhandlungen begonnen wurde. Denn im Grundsätzlichen Befehl vom 9. März 1945 sei unter Ziffer 2 der Kampfauftrag mit den Worten „Die Reichshauptstadt wird bis zum letzten Mann und bis zur letzten Patrone verteidigt.“ notiert gewesen, wobei die Alarmierung der Truppe durch das Stichwort „Clausewitz“ und die volle Abwehrbereitschaft durch „Kolberg“ ausgelöst werden sollte. Ebenso versteht Earl Ziemke den „Fall Clausewitz“ als Passwort, mit dem codiert mitgeteilt worden sei, dass sich die Rote Armee den Stadtgrenzen Berlins nähert und unmittelbar mit Angriffen gerechnet werden müsse. Dies deckt sich mit den Erinnerungen von Hitlers Leibwächter und Telefonisten Rochus Misch, wonach unter dem Codewort „Clausewitz“ der Alarmzustand als Vorstufe zum Ausnahmezustand verfügt worden sei. In die gleiche Richtung geht die Auffassung von Everette Lemons, welcher den „Fall Clausewitz“ nicht als eine militärische Operation versteht, sondern als Bezeichnung des Eintritts einer Lage, in der die Wehrmachtführung die Reichshauptstadt Berlin als Teil der Frontlinie betrachtete.
Tatsächlich ist Quelle des Wortpaars „Fall Clausewitz“ die Weisung „Grundsätzlicher Befehl für die Vorbereitungen zur Verteidigung der Reichshauptstadt des Befehlshabers des Verteidigungsbereichs Berlin, Abt. Ia op Nr. 400/45 g. vom 9. 3. 1945 mit Anlagen“, welche vom Kampfkommandanten von Berlin, Generalleutnant Hellmuth Reymann, nach Rücksprache mit Hitler am 9. März 1945 ausgestellt worden war. In der dortigen Anlage 2 finden sich die Stichworte „Clausewitz“, „Kolberg“ und „Blücher“ mit Angaben zu Durchgabe, Bedeutung und Wirkungen.

## Namensbezug
Die Bezeichnung Clausewitz geht auf den preußischen General, Heeresreformer und Militärtheoretiker Carl Philipp Gottlieb von Clausewitz (1780–1831) zurück, der mit seinen Theorien über Politik, Krieg, Militärstrategie und -taktik großen Einfluss auf die Entwicklung des Kriegswesens hatte und in der von preußischen Traditionen und Vorbildern geprägten deutschen Offizierselite ein Sinnbild für den kühl und rational handelnden Militärstrategen war. Allerdings scheint die Namensgebung „Fall Clausewitz“ keinen unmittelbaren Bezug zu einer bestimmten von Clausewitz entwickelten Philosophie, Strategie, Taktik oder Vorgehensweise zu haben. Vielmehr ist davon auszugehen, dass die Nominierung – vergleichbar den Decknamen Unternehmen Barbarossa, Unternehmen Cerberus oder Unternehmen Nordwind – vom Inhalt losgelöster Teil der Tarnung war, um den damit verbundenen Weisungen einen prägnanten, aber eben auch nicht ohne weiteres decodierbaren Titel zu geben. Hierfür spricht, dass bereits einige Jahre zuvor im Juli 1942 die Heranführung und der Antritt der Heeresgruppe A als Operation den Decknamen Unternehmen Clausewitz erhalten hatte, nachdem sie im Planungsstadium noch die Bezeichnung Fall Blau II trug. Dabei steht hier und dort das Wort „Fall“ synonym für in Aussicht genommene Handlungen, Operationen oder Unternehmungen und verweist darauf, dass derartige Vorhaben in aller Regel zuvor einer besonderen militärstrategischen (Fall-)Planung unterzogen worden waren.

## Rezeption
Im Kinofilm Der Untergang aus dem Jahre 2004 finden sich verschiedentlich Hinweise darauf, dass mit der „Ausgabe des Falls Clausewitz“ alle in Berlin befindlichen Ministerien und Dienststellen zu räumen und zu verlegen sind. So unterhalten sich die Darsteller von Heinrich Himmler und Hermann Fegelein anlässlich des Geburtstagsempfangs des Führers über ein Gerücht, dass Hitler den Fall Clausewitz ausgegeben habe und Berlin als Frontstadt kaum zu halten sei. Danach wird dargestellt, wie in einem großen Dienststellengebäude amtliche Schriftstücke und Urkunden als direktes Ergebnis der befohlenen Operation Clausewitz verbrannt werden. Später erklärt Hitler während einer Lagebesprechung dem herbeigerufenen SS-General Wilhelm Mohnke, er habe den Fall Clausewitz ausgegeben, Berlin zur Frontstadt erklärt und ihm, Mohnke, als Kampfkommandanten die Sicherung des Regierungsviertels aufgetragen.